# Broin
Broin és un municipi francès, situat al departament de la Costa d'Or i a la regió de Borgonya - Franc Comtat.

## Béns culturals

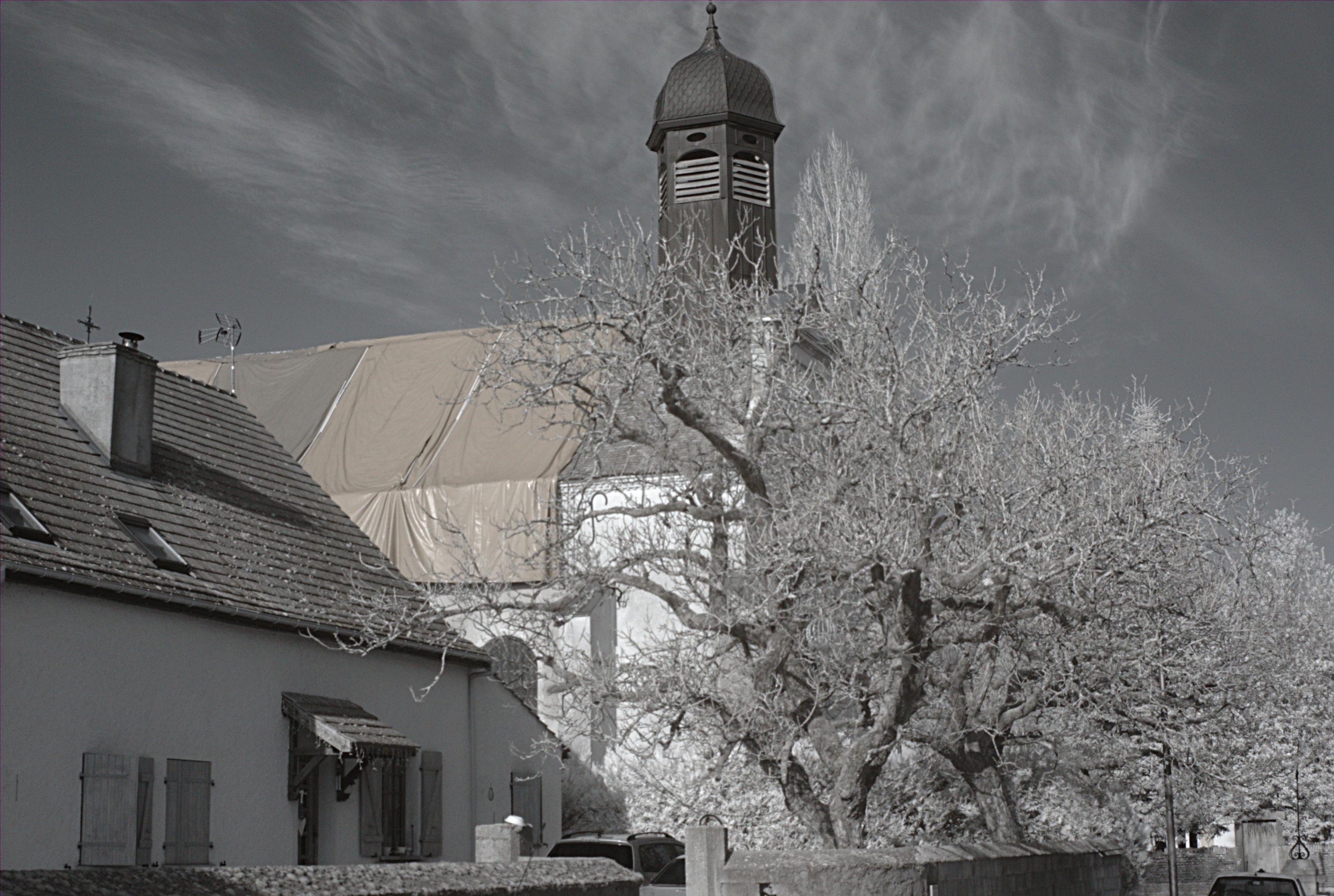
Església Sant Andreu (infraroig).

L'església parroquial Sant Andreu, fou inventariat monument històric el 29 de juliol del 1976 sota la referència PA00112163.